# Drive Green Highway
Die Drive Green Highway ist ein Autotransporter einer Schiffserie, die mit Unterstützung von Forschungsmitteln der japanischen Regierung besonders umweltfreundlich geplant, konstruiert und gebaut wurde.

## Beschreibung
Das Schiff entstand auf der Werft Japan Marine United Corporation Ariake und ist mit einer Länge von rund 200 m, einer Breite von 37,5 m und einem Tiefgang von 9,9 m mit 76.387 BRZ vermessen. Die Tragfähigkeit beträgt 20.034 tdw, an Bord können rund 7.500 Pkw befördert werden. Das Schiff ist für 31 Personen Besatzung ausgestattet, wurde in Panama registriert und von der japanischen Klassifikationsgesellschaft Nippon Kaiji Kyōkai klassifiziert. Die LED-Beleuchtung des Schiffes wird bei entsprechenden Verhältnissen von einer Solarstromanlage gespeist.
Zur Erhöhung der Flexibilität und Ladekapazität für hohe aber auch schwere Fahrzeuge können drei der 12 Ladungsdecks der Drive Green Highway in der Höhe verfahren werden.
Als Hauptmotor dient ein langsamlaufender Zweitaktmotor vom Typ MAN B&W 7S60ME-C8, gebaut von Kawasaki Heavy Industries, mit einer Nennleistung von 13.000 kW bei 102,6/min, der dem Schiff eine Nenngeschwindigkeit von 20 Knoten verleiht. Zur Stromerzeugung stehen vier Hilfsdiesel mit je 5.500 kW Leistung zur Verfügung.

## Hintergrund
Im Forschungsprojekt Drive Green spielte der Umweltschutz und nachhaltige Betrieb eine wichtige Rolle und wurde vom Ministerium für Land, Infrastruktur, Verkehr und Tourismus (MLIT) sowie der Klassifikationsgesellschaft Nippon Kaiji Kyōkai unterstützt. Dabei ging es um die Wärmerückgewinnung sowie die Reduzierung der Stickoxid- (NOx), Schwefeloxid- (SOx) und Kohlendioxidemissionen (CO2) des Hauptmotors, der mit einer integrierten Turboladerabschaltung ausgestattet ist und mit wasseremulgiertem Kraftstoff betrieben wird. Das Wasser verdampft bei der Einspritzung der Emulsion, erhöht die Brennstoffvernebelung und reduziert die Temperatur, wodurch die Bildung von Stickoxiden verringert wird.
Ein wichtiges Element ist die größte installierte Solarstromanlage auf einem Handelsschiff mit 900 Modulen und rund 150 kW Nennleistung. Sie wurden von der in Tokio ansässigen Solar Frontier hergestellt, die sogenannte CIGS-Solarzelle ist ein Typ von Solarzellen, die unter den Salznebelumgebungen und den heißen klimatischen Bedingungen im Vergleich zu kristallinen Solarmodulen eine höhere Stromausbeute bietet. Sie wurden auf dem obersten Deck eingebaut. Außerdem wurde der Windwiderstand reduziert, ein energiesparendes Heck eingebaut und eine besonders reibungsarme Farbe auf den Rumpf aufgetragen.
Die Drive Green Highway wurde am 7. Juli 2016 von der Japan Society of Naval Architects and Ocean Engineers als „Schiff des Jahres 2016“ ausgezeichnet.